# Населення Єгипту
Населення Єгипту. Чисельність населення країни 2015 року становила 88,487 млн осіб (16-те місце у світі). Чисельність єгиптян стабільно збільшується, народжуваність 2015 року становила 22,9 ‰ (69-те місце у світі), смертність — 4,77 ‰ (195-те місце у світі), природний приріст — 1,79 % (65-те місце у світі) . 

## Природний рух

### Відтворення
Народжуваність в Єгипті, станом на 2015 рік, дорівнює 22,9 ‰ (69-те місце у світі). Коефіцієнт потенційної народжуваності 2015 року становив 2,83 дитини на одну жінку (61-ше місце у світі). Рівень застосування контрацепції 60,3 % (станом на 2008 рік). Середній вік матері при народженні першої дитини становив 22,7 року, медіанний вік для жінок — 25—29 років (оцінка на 2014 рік).
Смертність в Єгипті 2015 року становила 4,77 ‰ (195-те місце у світі).
Природний приріст населення в країні 2015 року становив 1,79 % (65-те місце у світі).

### Вікова структура

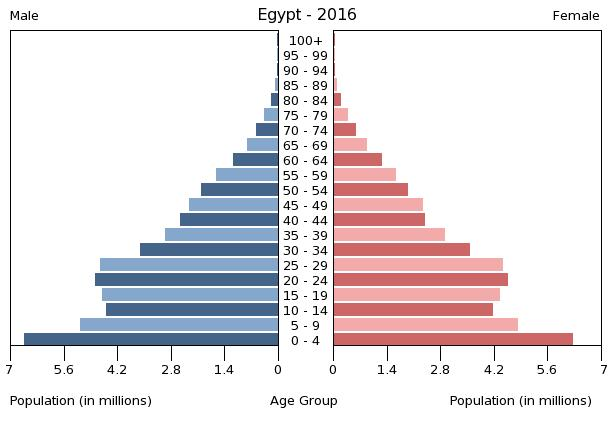
Віково-статева піраміда населення Єгипту, 2016 рік

Середній вік населення Єгипту становить 23,8 року (150-те місце у світі): для чоловіків — 23,5, для жінок — 24,1 року. Очікувана середня тривалість життя 2015 року становила 73,7 року (126-те місце у світі), для чоловіків — 71,06 року, для жінок — 76,47 року.
Вікова структура населення Єгипту, станом на 2015 рік, виглядає таким чином:
- діти віком до 14 років — 31,89 % (14 430 312 чоловіків, 13 790 448 жінок);
- молодь віком 15—24 роки — 17,64 % (7 985 589 чоловіків, 7 620 404 жінки);
- дорослі віком 25—54 роки — 38,45 % (17 307 230 чоловіків, 16 715 153 жінки);
- особи передпохилого віку (55—64 роки) — 6,86 % (2 971 475 чоловіків, 3 100 747 жінок);
- особи похилого віку (65 років і старіші) — 5,16 % (2 058 911 чоловіків, 2 507 127 жінок)[1].

### Шлюбність— розлучуваність
Коефіцієнт шлюбності, тобто кількість шлюбів на 1 тис. осіб за календарний рік, дорівнює 11,0; коефіцієнт розлучуваності — 1,9; індекс розлучуваності, тобто відношення шлюбів до розлучень за календарний рік — 17 (дані за 2010 рік). Середній вік, коли чоловіки беруть перший шлюб, дорівнює 33,6 року, жінки — 27,9 року, загалом — 30,8 року (дані за 1996 рік).

## Розселення

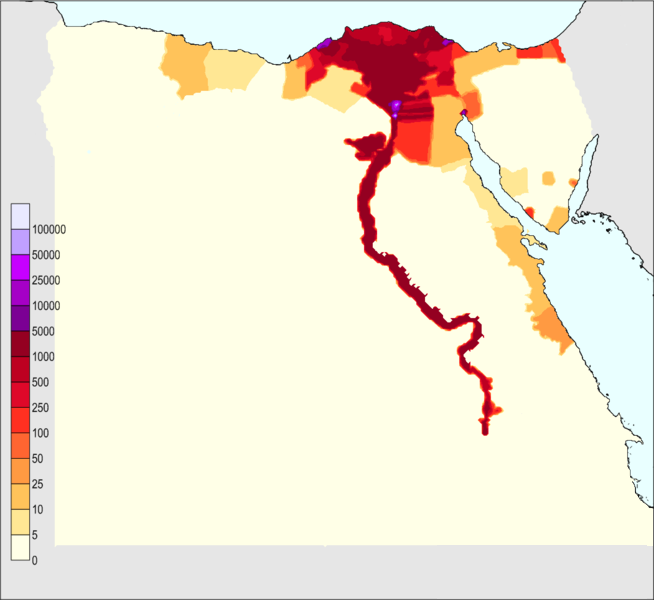
Густота населення на території Єгипту

Густота населення країни 2015 року становила 91,9 особи/км² (118-те місце у світі). До теперішнього часу в Єгипті 3 міста з населенням більше 1 млн осіб — Каїр, Олександрія й Гіза, але, як і раніше, значна частина населення проживає в селах. Населення територією держави розподілено вкрай нерівномірно, 98 % проживає у вузькій долині річки Ніл, де щільність населення становить 1700 осіб/км², решта території — пустелі, де густота менше 1 особи/км².

### Урбанізація
Єгипет середньоурбанізована країна. Рівень урбанізованості становить 43,1 % населення країни (станом на 2015 рік), темпи зростання частки міського населення — 1,68 % (оцінка тренду за 2010—2015 роки).
Головні міста держави: Каїр (столиця) — 18,772 млн осіб, Александрія — 4,778 млн осіб (дані за 2015 рік).

### Міграції
Річний рівень еміграції 2015 року становив 0,19 ‰ (118-те місце у світі). Цей показник не враховує різниці між законними і незаконними мігрантами, між біженцями, трудовими мігрантами та іншими.

#### Біженці й вимушені переселенці
Станом на 2016 рік, в країні постійно перебуває 70 тис. палестинських біженців, 11,29 тис. з Судану, 117,2 тис. з Сирії, 6,2 тис. з Сомалі. У той самий час у країні, станом на 2015 рік, налічується 78,0 тис. внутрішньо переміщених осіб.
У країні перебуває 22 особи без громадянства.
Єгипет є членом Міжнародної організації з міграції (IOM).

## Расово-етнічний склад
| Етнічний склад (2005 рік) | Етнічний склад (2005 рік) | Етнічний склад (2005 рік) | Етнічний склад (2005 рік) | Етнічний склад (2005 рік) |
| ------------------------- | ------------------------- | ------------------------- | ------------------------- | ------------------------- |
| Етнос:                    |                           |                           | Відсоток:                 |                           |
| єгиптяни                  | єгиптяни                  |                           | 99.6%                     | 99.6%                     |
| інші                      | інші                      |                           | 0.4%                      | 0.4%                      |

Головні етноси країни: єгиптяни — 99,6 %, інші — 0,4 % населення (дані перепису 2006 року).

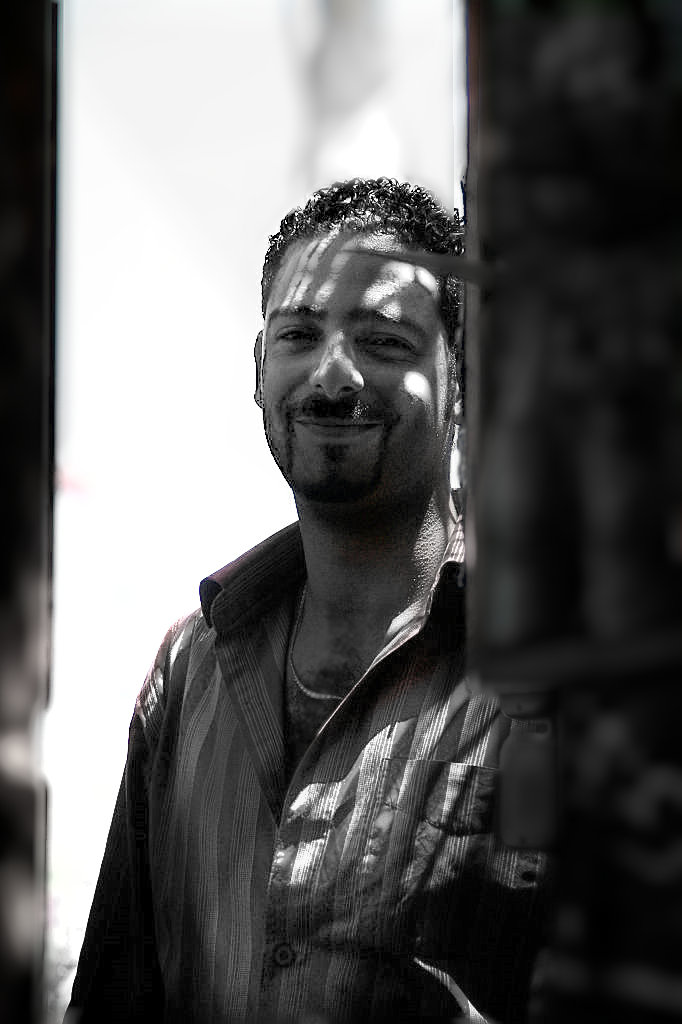
Копт з Шарм-еш-Шейху
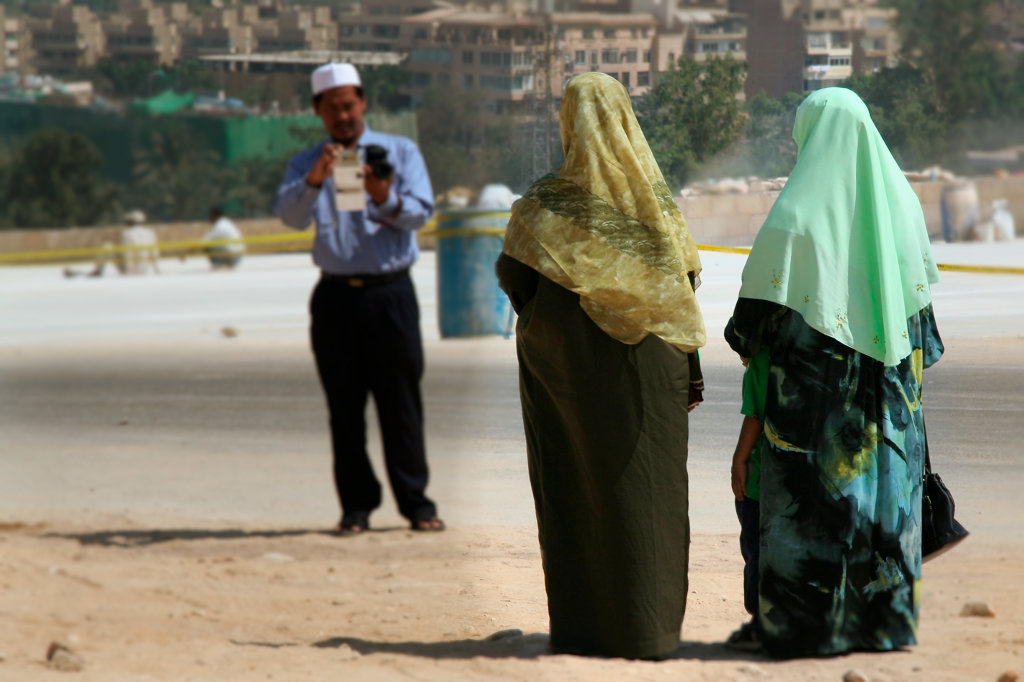
Єгипетські жінки в Гізі
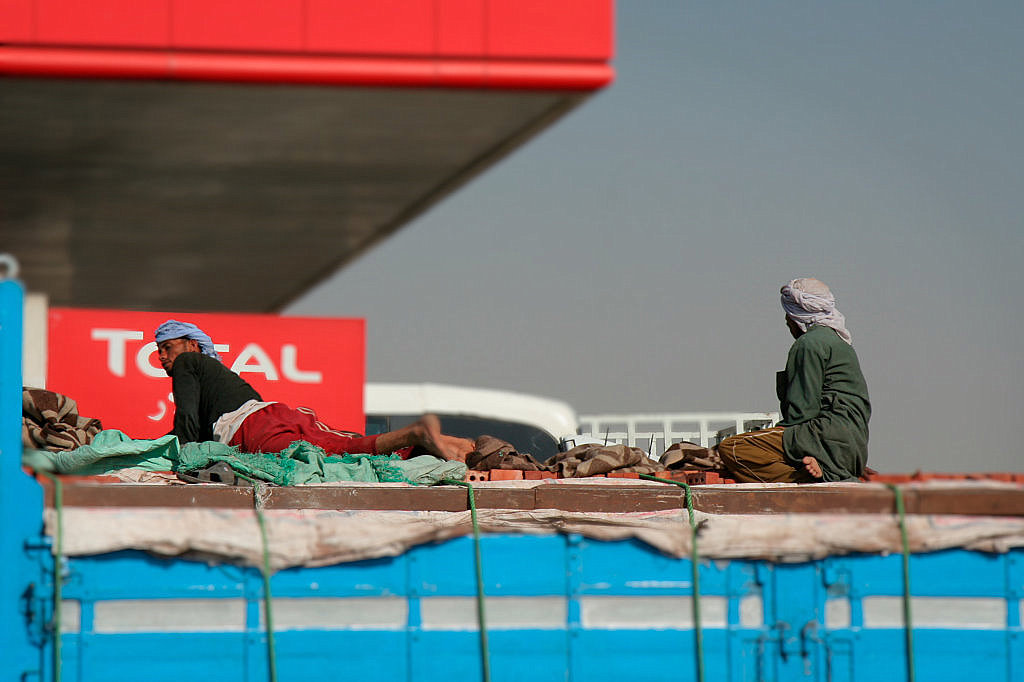
Бедуїни поблизу Каїра

## Мови
| Мови Єгипту (2015 рік) | Мови Єгипту (2015 рік) | Мови Єгипту (2015 рік) | Мови Єгипту (2015 рік) | Мови Єгипту (2015 рік) |
| ---------------------- | ---------------------- | ---------------------- | ---------------------- | ---------------------- |
| Мова:                  |                        |                        | Відсоток:              |                        |
| арабська               | арабська               |                        | %                      | %                      |
| англійська             | англійська             |                        | %                      | %                      |
| французька             | французька             |                        | %                      | %                      |

Офіційна мова: арабська. Інші поширені мови: англійська і французька (особливо поширені в сфері освіти).

## Релігії
| Релігії в Єгипті (2011 рік) | Релігії в Єгипті (2011 рік) | Релігії в Єгипті (2011 рік) | Релігії в Єгипті (2011 рік) | Релігії в Єгипті (2011 рік) |
| --------------------------- | --------------------------- | --------------------------- | --------------------------- | --------------------------- |
| Віросповідання:             |                             |                             | Відсоток:                   |                             |
| мусульмани                  | мусульмани                  |                             | 90%                         | 90%                         |
| християни                   | християни                   |                             | 10%                         | 10%                         |

Головні релігії й вірування, які сповідує, і конфесії та церковні організації, до яких відносить себе населення країни: іслам (переважно сунізм) — 90 %, християнство (Коптська православна церква, Вірменська апостольська церква, католицизм, маронізм, православ'я, англіканство) — 10 % (станом на 2012 рік).

## Освіта
Рівень письменності 2015 року становив 73,8 % дорослого населення (віком від 15 років): 82,2 % — серед чоловіків, 65,4 % — серед жінок.
Державні витрати на освіту становлять 3,8 % ВВП країни, станом на 2008 рік (117-те місце у світі). Середня тривалість освіти становить 13 років, для хлопців — до 13 років, для дівчат — до 13 років (станом на 2014 рік).

## Охорона здоров'я
Забезпеченість лікарями в країні на рівні 2,83 лікаря на 1000 мешканців (станом на 2009 рік). Забезпеченість лікарняними ліжками в стаціонарах — 0,5 ліжка на 1000 мешканців (станом на 2012 рік). Загальні витрати на охорону здоров'я 2014 року становили 5,6 % ВВП країни (142-ге місце у світі).
Смертність немовлят до 1 року, станом на 2015 рік, становила 21,55 ‰ (81-ше місце у світі); хлопчиків — 23 ‰, дівчаток — 20,02 ‰. Рівень материнської смертності 2015 року становив 33 випадків на 100 тис. народжень (92-ге місце у світі).
Єгипет входить до складу ряду міжнародних організацій: Міжнародного руху (ICRM) і Міжнародної федерації товариств Червоного Хреста і Червоного Півмісяця (IFRCS), Дитячого фонду ООН (UNISEF), Всесвітньої організації охорони здоров'я (WHO).

### Захворювання
Потенційний рівень зараження інфекційними хворобами в країні середній. Найпоширеніші інфекційні захворювання: діарея, гепатит А, черевний тиф, шистосомози (станом на 2016 рік).
2014 року зареєстровано 8,8 тис. хворих на СНІД (98-ме місце у світі), це 0,02 % населення в репродуктивному віці 15—49 років (128-ме місце у світі). Смертність 2014 року від цієї хвороби становила приблизно 300 осіб (98-ме місце у світі).
Частка дорослого населення з високим індексом маси тіла 2014 року становила 27,7 % (17-те місце у світі); частка дітей віком до 5 років зі зниженою масою тіла становила 7 % (оцінка на 2014 рік). Ця статистика показує як власне стан харчування, так і наявну/гіпотетичну поширеність різних захворювань.

### Санітарія
Доступ до облаштованих джерел питної води 2015 року мало 100 % населення в містах і 99 % в сільській місцевості; загалом 99,4 % населення країни. Відсоток забезпеченості населення доступом до облаштованого водовідведення (каналізація, септик): в містах — 96,8 %, в сільській місцевості — 93,1 %, загалом по країні — 94,7 % (станом на 2015 рік). Споживання прісної води, станом на 2000 рік, дорівнює 68,3 км³ на рік, або 973,3 тонни на одного мешканця на рік: з яких 8 % — на промислові, 6 % — на промислові, 86 % — на сільськогосподарські потреби.

## Соціально-економічне становище
Співвідношення осіб, що в економічному плані залежать від інших, до осіб працездатного віку (15—64 роки) загалом становить 62,3 % (станом на 2015 рік): частка дітей — 53,8 %; частка осіб похилого віку — 8,5 %, або 11,8 потенційно працездатного на 1 пенсіонера. Загалом ці показники характеризують рівень потреби державної допомоги в секторах освіти, охорони здоров'я і пенсійного забезпечення, відповідно. За межею бідності 2011 року перебувало 25,2 % населення країни. Розподіл доходів домогосподарств у країні виглядає таким чином: нижній дециль — 4%, верхній дециль — 26,6% (станом на 2008 рік). 
Станом на 2013 рік, у країні 300 тис. осіб не має доступу до електромереж; 99,6 % населення має доступ, в містах цей показник дорівнює 100 %, у сільській місцевості — 99,3 %. Рівень проникнення інтернет-технологій середній. Станом на липень 2015 року в країні налічувалось 31,767 млн унікальних інтернет-користувачів (15-те місце у світі), що становило 35,9% загальної кількості населення країни. 

### Трудові ресурси
Загальні трудові ресурси 2015 року становили 28,87 млн осіб (23-тє місце у світі). Зайнятість економічно активного населення в господарстві країни розподіляється таким чином: аграрне, лісове і рибне господарства — 29,2 %; промисловість і будівництво — 23,5 %; сфера послуг — 47,3 % (станом на 2013 рік). Безробіття 2015 року дорівнювало 12,8 % працездатного населення, 2014 року — 13 % (139-те місце у світі); серед молоді у віці 15—24 років ця частка становила 34,3 %, серед юнаків — 28,7 %, серед дівчат — 52,2 % (37-ме місце у світі).

## Кримінал

### Наркотики

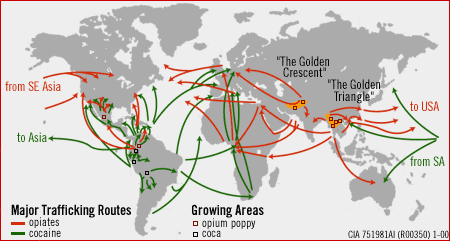
Світові маршрути наркотрафіку

Транзитна країна для наркотрафіку марихуани, героїну й опіуму, що прямує до Європи, Ізраїлю й Північної Африки; перевалочний пункт для нігерійських наркокур'єрів; уразлива країна для відмивання грошей через слабкий фінансовий контроль.

### Торгівля людьми
Згідно зі щорічною доповіддю про торгівлю людьми (англ. Trafficking in Persons Report) Управління з моніторингу та боротьби з торгівлею людьми Державного департаменту США, уряд Єгипту докладає значних зусиль у боротьбі з явищем примусової праці, сексуальної експлуатації, незаконною торгівлею внутрішніми органами, але законодавство відповідає мінімальним вимогам американського закону 2000 року щодо захисту жертв (англ. Trafficking Victims Protection Act’s) не повною мірою, країна перебуває у списку другого рівня.

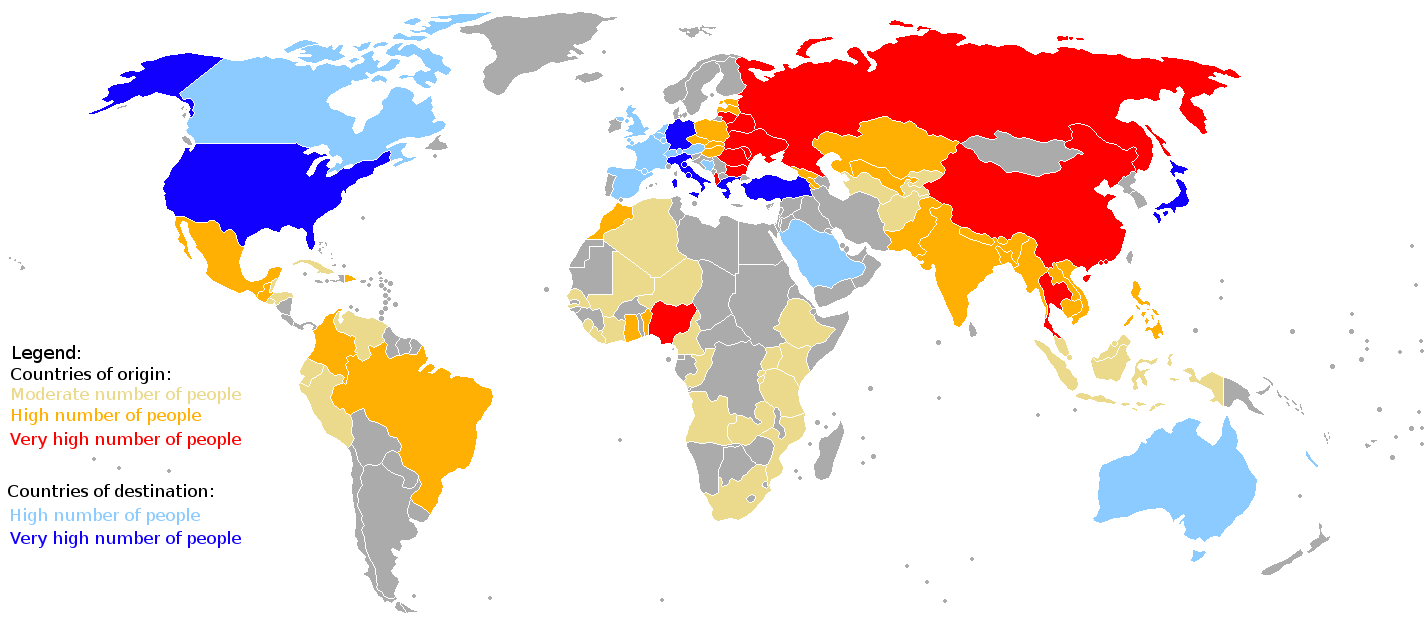
Країни-донори (червоний) і країни-реципієнти кримінальних потоків  (англ.)
Глобальна боротьба з торгівлею людьми (англ.)

## Гендерний стан
Статеве співвідношення (оцінка 2015 року):
- при народженні — 1,05 особи чоловічої статі на 1 особу жіночої;
- у віці до 14 років — 1,05 особи чоловічої статі на 1 особу жіночої;
- у віці 15—24 років — 1,05 особи чоловічої статі на 1 особу жіночої;
- у віці 25—54 років — 1,04 особи чоловічої статі на 1 особу жіночої;
- у віці 55—64 років — 0,96 особи чоловічої статі на 1 особу жіночої;
- у віці за 64 роки — 0,82 особи чоловічої статі на 1 особу жіночої;
- загалом — 1,02 особи чоловічої статі на 1 особу жіночої[1].

## Демографічні дослідження
Демографічні дослідження в країні ведуться рядом державних і наукових установ:

### Українською
- Атлас. 10—11 клас. Економічна і соціальна географія світу / упорядники :  О. Я. Скуратович, Н. І. Чанцева. — К. : ДНВП «Картографія», 2010. — ISBN 978-966-475-639-3.
- Атлас світу / голов. ред. І. С. Руденко ; зав. ред. В. В. Радченко ; відп. ред. О. В. Вакуленко. — К. : ДНВП «Картографія», 2005. — 336 с. — ISBN 9666315467.
- Безуглий В. В. Економічна і соціальна географія зарубіжних країн : Навчальний посібник. — К. : ВЦ «Академія», 2007. — 704 с. — ISBN 978-966-580-239-6.
- Безуглий В. В., Козинець С. В. Регіональна економічна і соціальна географія світу : Навчальний посібник. — видання 2-ге, доп., перероб. — К. : ВЦ «Академія», 2007. — 688 с. — ISBN 966-580-144-9.
- Головченко В. І., Кравчук О. Країнознавство: Азія, Африка, Латинська Америка, Австралія і Океанія. — К., 2006. — 335 с. — ISBN 966-8939-04-2.
- Гудзеляк І. І. Географія населення: Навчальний посібник / І. Гудзеляк. — Л. : Видавничий центр ЛНУ імені Івана Франка, 2008. — 232 с. — ISBN 978-966-613-599-8.
- Дахно І. І. Країни світу: Енциклопедичний довідник / І. І. Дахно, С. М. Тимофієв. — К. : Мапа, 2011. — 606 с. — (Бібліотека нового українця) — ISBN 978-966-8804-23-6.
- Дахно І. І. Економічна географія зарубіжних країн : навчальний посібник. — К. : Центр учбової літератури, 2014. — 319 с. — ISBN 978-611-01-0682-5.
- Джаман В. О. Регіональні системи розселення: демографічні аспекти. — Чернівці : Рута, 2003. — 392 с. — ISBN 9665685988.
- Дорошенко Л. С. Демографія: Навчальний посібник. — К. : МАУП, 2005. — 112 с. — ISBN 966-608-442-2.
- Дубович І. А. Країнознавчий словник-довідник. — 5-те вид., перероб. і доп. — К. : Знання, 2008. — 839 с. — ISBN 978-966-346-330-8.
- Економічна і соціальна географія країн світу. Навчальний посібник / За ред. Кузика С. П. — Л. : Світ, 2002. — 672 с. — ISBN 966-603-178-7.
- Загальна медична географія світу / В. О. Шевченко [та ін.] — К. : [б.в.], 1998. — 178 с.
- Книш М. М., Мамчур О. І. Регіональна економічна і соціальна географія світу (Латинська Америка та Карибські країни, Африка, Азія, Океанія) : навч. посіб. — Л. : ЛНУ ім. Івана Франка, 2013. — 368 с. — ISBN 978-617-10-0007-0.
- Крисаченко В. С. Динаміка населення: Популяційні, етнічні та глобальні виміри. — К. : Видавництво Національного інституту стратегічних досліджень, 2005. — 368 с. — ISBN 966-554-083-1.
- Любіцева О. О., Мезенцев К. В., Павлов С. В. Географія релігій. — К. : АртЕК, 1999. — 504 с. — ISBN 966-505-006-0.
- Масляк П. О. Країнознавство. — К. : Знання, 2007. — 292 с. — (Вища освіта XXI століття)
- Масляк П. О., Дахно І. І. Економічна і соціальна географія світу / П. О. Масляк, І. І. Дахно ; за ред. П. О. Масляка. — К. : Вежа, 2003. — 280 с. — ISBN 966-7091-53-8.

### Російською
- (рос.) Египет // Демографический энциклопедический словарь / главн. ред. Валентей Д. И. — М. : Советская энциклопедия, 1985. — 608 с.
- (рос.) Египет // Африка / гл. ред. А. А. Громыко. — М. : Советская энциклопедия, 1986. — Т. 1. — 672 с.
- (рос.) Аршаруни Н. А. Египет // Страны и народы. Африка. Общий обзор. Северная Африка / Редкол. : А. А. Громыко и др. — М. : «Мысль», 1982. — 349 с. — (Страны и народы) — 180 тис. прим.
- (рос.) Атлас народов мира / Отв. ред. С. И. Брук и В. С. Апенченко. — М. : ГУГК ГГК СССР и Институт этнографии им. Н. Н. Миклухо-Маклая АН СССР, 1964. — 185 с. — 20 тис. прим.
- (рос.) Численность и расселение народов мира. Этнографические очерки / под ред. С. И. Брука. — М. : Издательство АН СССР, 1962. — 487 с.
- (рос.) Лаппо Г. М. География городов: Учебное пособие для географических факультетов вузов. — М. : Туманит, изд. центр ВЛАДОС, 1997. — 476 с. — ISBN 5-691-00047-0.
- (рос.) Ягельский А. География населения. — М. : Прогресс, 1980. — 383 с.